# Ted White
Ted White (ur. 25 stycznia 1926 roku, zm. 14 października 2022) – amerykański aktor i kaskader.
Dublował takich aktorów jak Clark Gable, Lee Marvin, John Wayne, Fess Parker i Richard Boone. Występował w roli Jasona Voorheesa w filmie Piątek, trzynastego IV: Ostatni rozdział, lecz nie czuł się dobrze w tej roli, przez co, na własną prośbę, nie został umieszczony w czołówce ani w napisach końcowych.
Wystąpił we własnej osobie w filmach dokumentalnych His Name Was Jason: 30 Years of Friday the 13th i Crystal Lake Memories: The Complete History of Friday the 13th.